# Germain Derycke
Germain Derycke (Bellegem, 2 november 1929 - Kortrijk, 13 januari 1978) was een Belgisch wielrenner. 
Gezien zijn palmares kunnen we hem rekenen tot de typische klassieke renners.

## Biografie
Reeds in zijn tweede profjaar (1951) werd hij tweede in Luik-Bastenaken-Luik. Vanaf 1953 pikte hij bijna jaarlijks zijn "klassieker" mee. Zo won hij in 1953 de kasseiklassieker Parijs-Roubaix, het jaar daarop de semi-klassieker de Waalse Pijl en nog een jaar later "La Primavera" Milaan-San Remo. In 1957 won hij Luik-Bastenaken-Luik na een solovlucht van 47 km met bijna drie minuten voorsprong op de tweede. Aangezien hij echter over een gesloten overweg had gekropen werd hij achteraf ex-aequo geplaatst met de tweede, Frans Schoubben. In 1958 won hij ten slotte de Ronde van Vlaanderen. 
Hij stond ook tweemaal op het podium van het WK wielrennen voor beroepsrenners : in 1953 behaalde hij zilver achter de ongenaakbare Fausto Coppi, in 1955 brons achter landgenoot Stan Ockers en Luxemburger Jean-Pierre Schmitz. 
Ook in het kleinere ronde-werk deed Germain het niet onaardig, met eindwinst in de Ronden van Algerije en Noord-Afrika (1953), Dwars door Vlaanderen (1954) en de Driedaagse van Antwerpen (1955) naast een twintigtal ritoverwinningen, onder meer in zijn allereerste Ronde van Frankrijk (1951). 
Op 29-jarige leeftijd, op het toppunt van zijn sportieve mogelijkheden, maakte een zwaar auto-ongeval, waarvan hij nooit helemaal herstelde, een vroegtijdig einde aan zijn loopbaan. Germain Derycke behoort, naast de wereldtoppers Louison Bobet, Fred De Bruyne, Hennie Kuiper, Sean Kelly en sinds kort ook Philippe Gilbert tot het selecte kransje van zes renners die vier van de vijf klassieke "Monumenten" op hun naam konden schrijven. Men kan slechts gissen hoe zijn erelijst er zou hebben uitgezien zonder dit fataal accident...
Op amper 48-jarige leeftijd overleed Germain Derycke vroegtijdig en onverwacht thuis aan een slagaderbreuk.
In 2008 werd er naast de kerk van Bellegem een standbeeld onthuld als herinnering aan Germain Derycke, ontworpen door kunstenaar Maurice Dierick.

## Belangrijkste overwinningen
1950
- Belgisch kampioen, militairen, op de weg

1951
- 23e etappe Ronde van Frankrijk
- Knokke-Heist

1952
- Halle-Ingooigem
- 4e etappe Ronde van Noord-Afrika
- 8e etappe Ronde van Noord-Afrika
- 4e etappe Ronde van Algerije
- 8e etappe Ronde van Algerije
- Wervik

1953
- Parijs-Roubaix
- Anzegem
- Hautmont deel B
- 1e etappe Ronde van Marokko
- 2e etappe Ronde van Marokko
- 3e etappe Ronde van Algerije
- 8e etappe Ronde van Algerije
- Eindklassement Ronde van Algerije
- 3e etappe Ronde van Noord-Afrika
- 8e etappe Ronde van Noord-Afrika
- Eindklassement Ronde van Noord-Afrika

1954
- Waalse Pijl
- 1e etappe Dwars door Vlaanderen
- 2e etappe deel B Dwars door Vlaanderen
- Eindklassement Dwars door Vlaanderen
- 1e etappe deel B Driedaagse van Antwerpen

1955
- Milaan-San Remo
- Eindklassement Driedaagse van Antwerpen
- Zinnik
- Namen

1956
- GP Briek Schotte
- Omloop Mandel-Leie-Schelde
- 2e etappe Parijs-Nice
- 3e etappe Parijs-Nice
- 2e etappe deel B Driedaagse van Antwerpen (met Rik Van Looy, Briek Schotte, Wim van Est, Marcel Ernzer, Willy Schroeders, Roger Decock en Willy Vannitsen)
- Omloop der Zuid-West-Vlaamse Bergen
- Knokke-Heist
- Omloop van Midden-Vlaanderen
- Koksijde
- Bracquegnies
- Ertvelde deel B

1957
- Ronde van de Drie Valleien
- Bellegem
- La Clayette
- Nordwest-Schweizer-Rundfahrt
- Ronde van Haspengouw
- Luik-Bastenaken-Luik (met Frans Schoubben)
- Anzegem deel B

1958
- Ronde van Vlaanderen
- GP Monaco
- 4e etappe Ronde van Sardinië

## Resultaten in voornaamste wedstrijden
| Jaar | Ronde van Italië | Ronde van Frankrijk | Ronde van Spanje |
| ---- | ---------------- | ------------------- | ---------------- |
| 1951 |                  | 43e (1)             |                  |
| 1952 |                  | opgave              |                  |
| 1953 |                  |                     |                  |
| 1954 |                  | buiten tijd         |                  |
| 1955 |                  |                     |                  |
| 1956 |                  |                     |                  |
| 1957 |                  |                     |                  |
| 1958 | 54e              |                     |                  |
| 1959 |                  |                     |                  |
| 1960 |                  |                     |                  |

| Jaar | Milaan-San Remo | Gent-Wevelgem | Ronde van Vlaanderen | Parijs-Roubaix | Luik-Bast.‑Luik | Ronde van Lombardije | Waalse Pijl | Parijs-Brussel | Omloop Het Volk |  | WK op de weg |
| ---- | --------------- | ------------- | -------------------- | -------------- | --------------- | -------------------- | ----------- | -------------- | --------------- |  | ------------ |
| 1951 |                 |               |                      |                | Zilver          |                      |             |                |                 |  | 13e          |
| 1952 |                 |               | 15e                  |                |                 |                      |             | 5e             |                 |  |              |
| 1953 | 4e              | Brons         | 26e                  | ↑              |                 |                      | 11e         |                |                 |  | ↑            |
| 1954 | 13e             | 7e            | 31e                  | 8e             |                 | 67e                  | Goud        | Zilver         |                 |  |              |
| 1955 | Goud            |               | 9e                   | 12e            | 19e             |                      | 9e          | Brons          | 9e              |  | ↑            |
| 1956 | 7e              |               | 6e                   | 7e             |                 |                      |             | 4e             |                 |  | 6e           |
| 1957 | 74e             | 11e           | 13e                  | 43e            | Goud            |                      |             |                | 25e             |  | 8e           |
| 1958 | 10e             | 39e           | ↑                    | 12e            |                 |                      |             | 12e            | 12e             |  |              |
| 1959 |                 |               | 40e                  |                |                 |                      |             |                |                 |  |              |
| 1960 | 89e             |               | 31e                  |                |                 |                      | 12e         |                |                 |  |              |